# Śruba Archimedesa

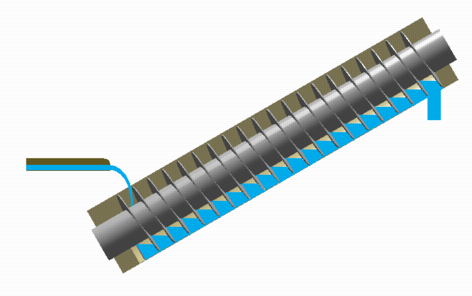
Schemat wyglądu

Schemat działania śruby Archimedesa

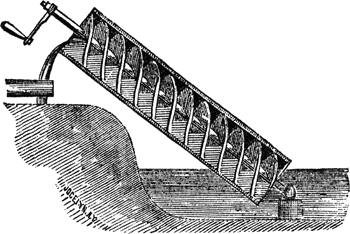
Zastosowanie śruby Archimedesa do podnoszenia wody

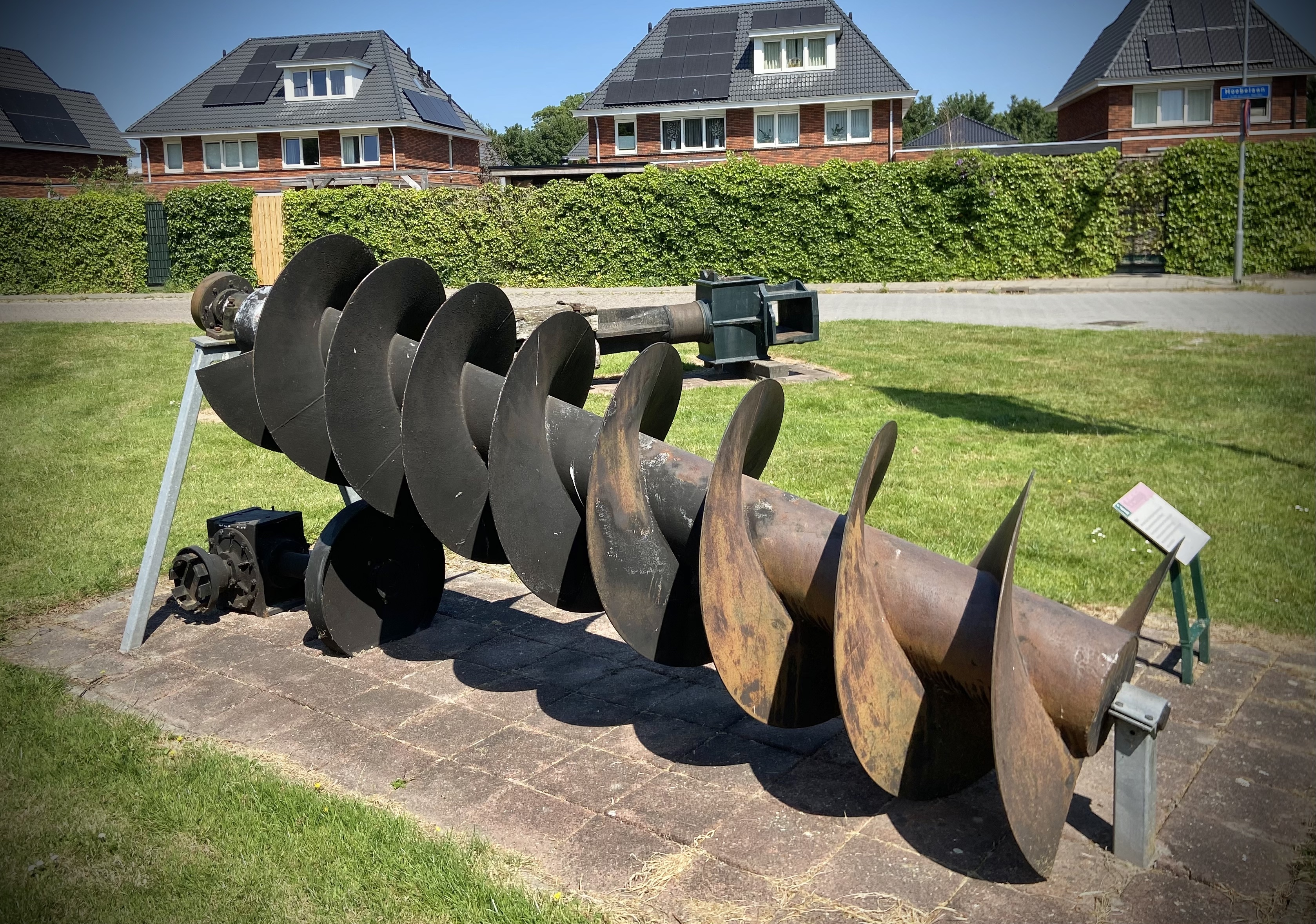
Śruba Archimedesa z przepompowni polderu De Horn w Holandii o wydajności 18 m³/min.

Śruba Archimedesa – podnośnik zbudowany ze śruby umieszczonej wewnątrz rury ustawionej skośnie do poziomu. W czasie pracy dolny koniec śruby zanurzony jest w dolnym naczyniu, a obrót śruby wymusza ruch transportowanej substancji (cieczy, ciał sypkich) do góry; jeden z wynalazków przypisywanych Archimedesowi, być może jest wynalazkiem babilońskim lub egipskim. 
Stosowane są dwa rozwiązania konstrukcyjne. W jednym śruba umieszczona w rurze obraca się razem z tą rurą i drugie rozwiązanie, w którym śruba obraca się w nieruchomej rurze. W przypadku cieczy występują wówczas dosyć duże straty podnoszonego medium spowodowane nieszczelnościami między obracającą się śrubą i nieruchomą rurą.
Śruba Archimedesa jest maszyną prostą, używaną od czasów starożytnych do nawadniania kanałów irygacyjnych. W Holandii służyła do osuszania terenów położonych poniżej poziomu morza.
Obecnie ze względu na takie zalety jak nieczułość na zanieczyszczenia, odporność na niskie temperatury oraz niezawodność działania, coraz częściej wykorzystuje się ją do podnoszenia ścieków.

## Literatura
- P. J. Kantert: „Manual for Archimedean Screw Pump”, Hirthammer Verlag 2008, ISBN 978-3-88721-896-6.
- P. J. Kantert: „Praxishandbuch Schneckenpumpe”, Hirthammer Verlag 2008, ISBN 978-3-88721-202-5.